# サヴェリオ・メルカダンテ
サヴェリオ・メルカダンテ（Giuseppe Saverio Raffaele Mercadante, 1795年9月17日アルタムーラ受洗? - 1870年12月17日ナポリ）は、イタリア人の作曲家。オペラ作曲家として大量の作品を発表したほか、器楽作品も多い。
ロッシーニ・ベッリーニ・ドニゼッティらに代表される19世紀前期のオペラとヴェルディに代表される後期のオペラを結ぶ移行期の作曲家であり、イタリア・オペラの重要な改革者と考えられている。

## 生涯
メルカダンテは貴族のジュゼッペ・オラツィオ・メルカダンテの私生児として生まれ、正確な生年月日や生地はわかっていないが、1795年9月17日にアルタムーラで受洗した記録と、1797年6月26日にナポリで受洗した記録が候補にあがる。はじめ腹違いの兄から音楽を学び、1808年にナポリのサン・セバスティアーノ音楽院にはいった。音楽院でさまざまな楽器の演奏と、1813年以降作曲を学んだ。1817年に音楽院の管弦楽指揮者となり、協奏交響曲や多くの協奏曲を書いた。
最初のオペラは1819年から翌年にかけて書かれた『ヘラクレスの神格化』(L'apoteosi d'Ercole)で、ナポリのサン・カルロ劇場で上演された。『エリーザとクラウディオ』によってミラノ・スカラ座でデビューして成功した。この作品によってメルカダンテはイタリア国内に名を知られるようになった。1821年にボローニャで上演された『マリア・ストゥアルダ』はフリードリヒ・フォン・シラーの戯曲を原作とした現代的な作品として注目を集めた。その後イタリア各地でオペラを上演した。
1822年にヴェネツィアのフェニーチェ劇場で上演された『アンドロニコ』と、1823年にマントヴァで上演された『アルフォンソとエリーザ』においてはカストラートのジョヴァンニ・バッティスタ・ヴェッルーティを主役に起用した。
1823年にロッシーニがフランスに移ると、インプレサリオのドメニコ・バルバイアはメルカダンテをロッシーニの後継者としてサン・カルロ劇場の常任作曲家に任命した。翌年バルバイアは契約を破棄し、かわりにウィーンのケルントナートーア劇場のために作曲するように依頼した。しかしメルカダンテの作品はウィーンでは成功しなかった。
1826年、フェニーチェ劇場で上演された『スペインの女王カリテア』(Caritea, regina di Spagna)が大成功し、この作品の曲「祖国のために死する者」(Chi per la patria muor)はイタリア統一運動を象徴する曲として1831年のボローニャ蜂起や1844年のバンディエラ兄弟によって歌われた。その後メルカダンテはマドリードのイタリアオペラの音楽監督の職を得てマドリード、カディス、リスボンで作品を上演した。この期間にイベリア半島の民族音楽の影響を受けた。
1832年にジェノヴァの歌劇場と契約を結んだ。1833年にはジェノヴァのソフィア・ガンバーロと結婚し、またノヴァーラの教会の合唱団長の職を得て、1840年まで教会音楽を作曲した。
1835年、パリのイタリア劇場でシラーにもとづく『群盗』(I brigandi)を上演したが成功しなかった。しかしメルカダンテはパリで新しい芸術の影響を受け、とくにマイアベーアのグランド・オペラの知識を得た。帰国後メルカダンテは大きく作風を変え、より大きな劇的効果を得るために曲に変化をつけ、管弦楽はより色彩豊かになり、雄大な合唱が導入された。また声楽は装飾が減り、より劇的な様式を使用するようになった。
新しい作風による最初の作品は1837年にミラノ・スカラ座で上演された『誓い』(Il giuramento)であり、この作品はメルカダンテの最良の作品と考えられている。このオペラが成功したためメルカダンテは同様の傾向による作品を次々に発表し、1839年の『暗殺者』(Il bravo)で最高潮に達した。しかし、その後ナポリに戻ってからは、ナポリの伝統にもとづく古い作風に後退した。
1840年にナポリに戻って没するまでナポリ音楽院長の職にあった。この時期には視力の衰えと音楽院の仕事によって作曲の速度は落ちた。最後に作曲した劇場作品は『ペラジオ』(Pelagio、1857年サン・カルロ劇場で初演)である。イタリア王国が成立すると、ヴィットーリオ・エマヌエーレ2世やジュゼッペ・ガリバルディを讃える曲を作曲した。1862年には失明したが、口述筆記で作曲を続けた。メルカダンテは19世紀前半の主要なオペラ作曲家のほとんど誰よりも長生きしたが、1870年にナポリで没した。
1840年にナポリで上演された『ヴェスタの巫女』(La vestale)はヴェルディの『アイーダ』に強い影響を与えたと考えられている。しかしヴェルディがその地位を確立するとメルカダンテのオペラは時代遅れになってしまった。

## 作品
生前はオペラ作曲家として知られていたが、多くの器楽曲も作曲した。
メルカダンテは60曲のオペラ、いくつかのバレエ曲、声楽曲、30曲のミサ曲を含む教会音楽、約60曲の交響曲、20曲の協奏曲ほか管弦楽曲や室内楽曲などを残した。
彼はフルートやクラリネットのための協奏曲やソナタ曲も作曲しており、彼のオペラが顧みられることの少なくなった現代ではむしろそれらの器楽曲によって、より記憶される存在になっている。特に、5曲のフルート協奏曲のうちホ短調の曲（第2番）は現代においてメルカダンテのもっとも有名な曲になっている。